# Meijiperiode

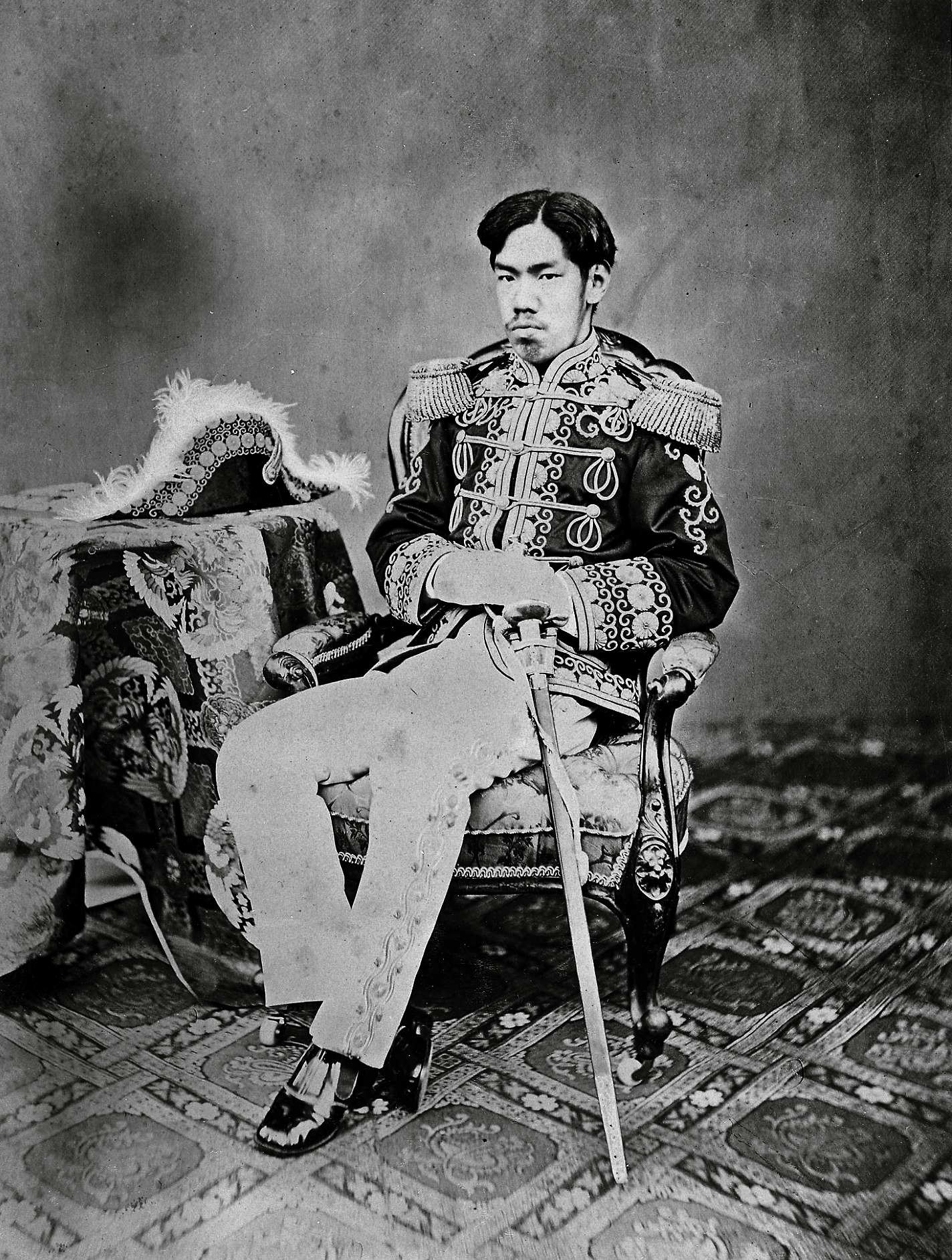
Keizer Meiji in westers uniform

De Meijiperiode (明治時代, Meiji-jidai) is een periode in de Japanse geschiedenis, die begon bij de restauratie van de Meijikeizer, naar het (iets minder symbolische) centrum van de macht in 1868, en duurde tot de dood van deze keizer in 1912. Voorafgaand aan de Meijiperiode was de Edoperiode, die bestuurd werd door een aristocratisch-bureaucratisch systeem, de bakufu. Aan dat systeem was een traditie van afzondering verbonden, dat onhoudbaar werd door de dreiging van bezetting door het Westen. Door de spanning die daaruit ontstond, kwam er een revolutie van de lagere "adel", gesteund door het keizerlijk huis tot stand die het Tokugawa-shogunaat omverwierp.

## Hervormingen
De Meijiperiode werd getekend door de snelle verandering naar een modern land dat kon concurreren met het westen. Hiertoe werden op zeer veel fronten in de maatschappij veranderingen doorgevoerd (o.a. in  de wetenschap, technologie, gezinsinrichting, handel, scholing en medische zorg). 

### Economische verandering
Er werden in hoog tempo staatsbedrijven gecreëerd, die dan (met uitzondering van de militaire industrie) wanneer ze economisch rendabel waren, geprivatiseerd werden. Ook werd de infrastructuur uitgebouwd, er werden nationale post- en telegraafsystemen ingevoerd, en buitenlandse technologie werd geïmporteerd. 
Ondanks de sterk groeiende economie en het optimisme van de Japanse bevolking, was Japan toch nog een vrij arm land ten tijde van de Meijiperiode. Het is dan ook omtrent deze tijd dat Japan zijn eerste economische emigranten kreeg. Deze gingen vooral naar Latijns-Amerika, waar nog altijd afstammelingen van hen wonen.

### Nationalisme
Ook was een item van de Meijiregering om van Japan één coherent land te scheppen. Hiertoe werden de Europese nationalistische ideeën overgenomen en ook de tot dan toe typisch Europese rassentheorie werd gebruik om het idee van een sterk historisch logische Japanse eenheid te scheppen. Desalniettemin slaagde de strategie van de Japanse regering erin om een sterk land met een moderne economie en defensiemacht te maken, dat buiten het gevaar van kolonisatie door westerse landen kwam te staan.

### Enkele hervormingen op een rijtje
- Afschaffing van de Samoeraiklasse
- Afschaffing van het lijfeigenschap van boeren
- In 1893 ging Japan over op de gregoriaanse kalender

## Het einde van de Meijiperiode
Na de dood van keizer Meiji werd hij opgevolgd door keizer Taisho. Deze periode werd de Taishoperiode: de periode van de grote mogelijkheden.

## Omrekening naar de gregoriaanse kalender
| Meiji       | 1    | 2    | 3    | 8    | 13   | 18   | 23   | 28   | 33   | 38   | 43   | 45   |
| ----------- | ---- | ---- | ---- | ---- | ---- | ---- | ---- | ---- | ---- | ---- | ---- | ---- |
| Gregoriaans | 1868 | 1869 | 1870 | 1875 | 1880 | 1885 | 1890 | 1895 | 1900 | 1905 | 1910 | 1912 |